# Toussian-Bandougou
'Toussiamasso est une commune rurale située dans le département de Kourinion de la province de Kénédougou dans la région des Hauts-Bassins au Burkina Faso.

## Géographie
Toussian-Bandougou se trouve à 4 km de Kourinion et à 8 km d'Orodara. La commune est traversée par la route nationale 8.

## Économie
Modèle:C´est dans ce village où sont implantés DAFANI et BABALI..

## Santé et éducation
Le centre de soins le plus proche de Toussian-Bandougou est le centre de santé et de promotion sociale (CSPS) de Kourinion.